# Oasis (muzička grupa)
Oejzis (engl. Oasis, IPA:  ili ) je engleska rok grupa osnovana u Mančesteru 1991. Grupu su pod prvobitnim imenom The Rain, osnovali Lijam Galager (vokal i daire), Pol Arturs (gitara), Pol Makgvigan (bas gitara) i Toni Makarol (bubanj, perkusije), a nešto kasnije im se priključio Lijamov stariji brat Noel Galager (solo gitara i vokal). Do juna 2009, grupa Oejzis prodala je više od 70 miliona albuma širom sveta.
Osnivač benda Makarol biva zamenjen Alanom Vajtom. Pred njihov četvrti studijski album Makgvigan i Arturs napuštaju bend, dok umesto njih dolaze Gem Arčer i Endi Bel. Vajta na bubnjevima kasnije menja Zek Starki, a na poslednjoj turneji bubnjeve svira Kris Šarok.  
Krajem avgusta 2009, Noel Galager objavio je da se povlači iz grupe. Dana 8. oktobra 2009, u intervjuu za The Times Lijam je rekao novinarima da grupa Oejzis više ne postoji.

Nakon raspada grupe, Noel osniva svoj bend Noel Gallagher's High Flying Birds 2011. godine, dok Liam, zajedno sa ostalim članovima, osniva novi bend pod imenom Beady Eye. On se kasnije raspada, nakon čega Liam kreće u solo karijeru.

## Diskografija

### Studijski albumi
- -{Definitely Maybe (1994)
- (What's the Story) Morning Glory? (1995)
- Be Here Now (1997)
- Standing on the Shoulder of Giants (2000)
- Heathen Chemistry (2002)
- Don't Believe the Truth (2005)
- Dig Out Your Soul (2008)}-

## Spoljašnje veze
- Zvanični veb-sajt  (jezik: engleski)